# Monte Cristi

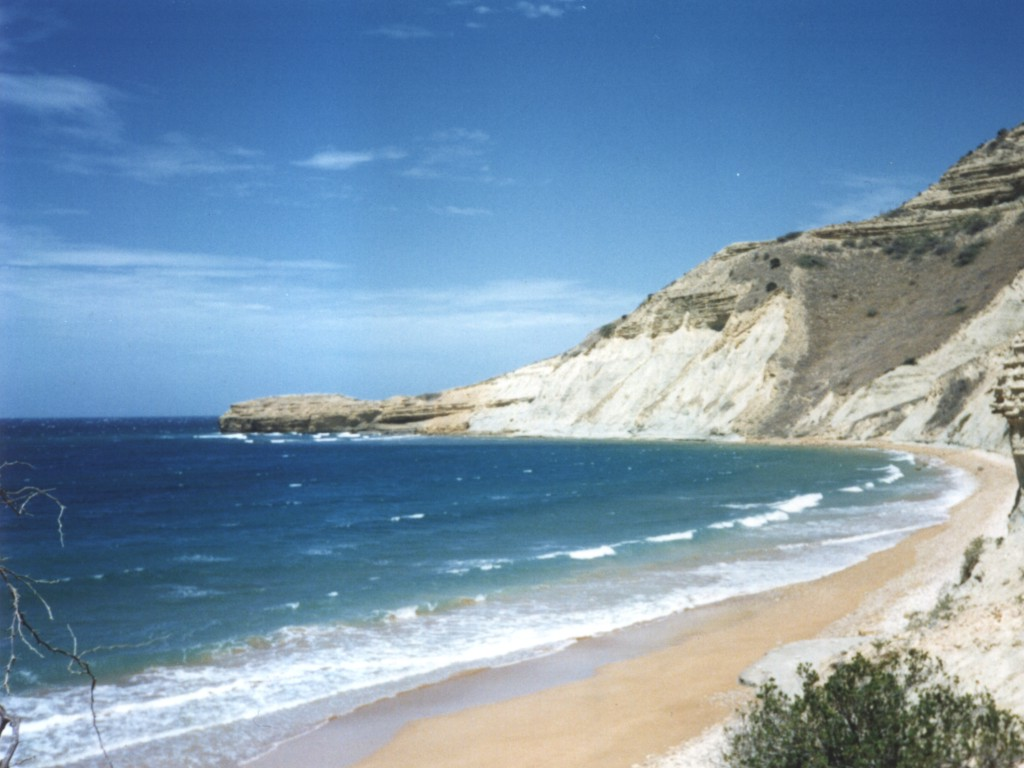
Küste bei Monte Cristi

Monte Cristi ist eine Provinz im Nordwesten der Dominikanischen Republik. Die Küste der Provinz wurde erstmals am 4. Januar 1493 von Christoph Kolumbus gesichtet. Er taufte den markanten Berg, den er sah, in „Monte Christy“, der heute noch den Namen El Morro de Montecristi trägt. Nach einer nur kurzzeitigen Besiedelung durch die Spanier versank die Gegend in Bedeutungslosigkeit. Erst nachdem die Hauptstadt San Fernando de Monte Cristi 1756 neu gegründet worden war, erlebte die Gegend wieder einen Aufschwung. Schließlich wurde Monte Cristi im September 1907 zur Provinz erhoben.

## Geografie
Die Provinz Monte Cristi wird durch das Cibao-Tal bestimmt und liegt am Ende der Carretera Duarte, der Hauptverkehrsstraße der Dominikanischen Republik. Im Norden und Osten wird die Provinz durch den Atlantischen Ozean begrenzt.
Die umliegenden Provinzen sind Puerto Plata, Valverde, Santiago Rodríguez und Dajabón.

## Wirtschaft
Die wichtigsten Wirtschaftszweige der Provinz sind die Agrarwirtschaft und der Fischfang. Hauptsächlich werden Bananen, Kochbananen und Reis angebaut. Da das nordwestliche Ende des Cibao-Tales nicht sehr niederschlagsreich ist, werden die Reisfelder vom Rio Yaque del Norte gespeist.
Die Provinz ist, auch wegen ihrer günstigen Lage, der Hauptlieferant für Speisesalz der Republik.

## Wichtige Städte und Ortschaften
- San Fernando de Monte Cristi, Provinzhauptstadt
- Castañuela
- Guayubín
- Las Matas de Santa Cruz
- Pepillo Salcedo
- Villa Vázquez